# Streisandin efekt
Streisandin efekt ili Streisandin učinak je nepredviđena posljedica pokušaja skrivanja, suzbijanja, micanja ili cenzuriranja informacija pri kojoj se sav trud oko toga izjalovi, povećavajući svijest o toj informaciji. 
Imenovan je po američkoj pjevačici i glumici Barbri Streisand, čiji su pokušaji suzbijanja objavljivanja fotografije njezine zgrade u Malibuu, koja je fotografirana radi dokumentiranja obalne erozije u Kaliforniji, nehotice privukli veću pozornost na fotografiju iz 2003. 
Pokušaji suzbijanja informacija često su predmet legalnih pisama, no umjesto da se to dogodi, informacija ponekad dobije veliki publicitet, kao i stvaranje medija, kao što su videi i parodične pjesme, koje mogu biti distribuirane i kopirane putem interneta i mrežama za dijeljenje sadržaja. Uz to, traženje ili dobivanje sudskoga naloga (zabrane) radi sprječavanja objavljivanja ili micanja nečega što je već objavljeno može voditi do povećana publiciteta.
Streisandin učinak primjer je psihološkog reaktivnog otpora, gdje, jednom kada ljudi postanu svjesni da se neka informacija sakriva od njih, značajnije su motivirani dobiti ju i proširiti.

## Povijest i etimologija
Godine 2003. američka pjevačica i glumica Barbra Streisand tužila je fotografa Kennetha Adelmana i stranicu Pictopia.com za 50 milijuna dolara zbog narušavanja privatnosti. Sudska tužba tražila je micanje „Slike 3850”, zračne fotografija u kojoj je vidljiva palača Barbre Streisand, iz javno dostupnog projekta snimki kalifornijske obale (California Coastal Records Project) od 12 000 fotografija koje su dokummentirale obalnu eroziju i čija je namjera bila utjecati na zakonodavce. Sudska tužba je odbačena i Streisand je naređeno platiti Adelmaanu 177 000 dolara sudskih troškova. 
„Slika 3850” bila je preuzeta samo 6 puta prije sudske tužbe Barbre Streisand, od čega su 2 kopije bile od njezinih odvjetnika. Javna svijest o slučaju dovela je do toga da je više od 420 000 ljudi pristupilo stranici tijekom sljedećeg mjeseca.